# Nilüfer Yanya
Nilüfer Yanya, née le 11 mai 1995 à Londres, est une chanteuse, guitariste et compositrice britannique.

## Biographie

### Famille et jeunesse
Nilüfer Yanya naît à Londres le 11 mai 1995 d'un père turc et d'une mère d'origines irlandaise et barbadienne. Sa mère est designer textile et son père peintre figuratif ; la famille vit dans le quartier de Chelsea. Elle étudie la musique dès son enfance, notamment le piano à l'âge de six ans, le violoncelle à onze et la guitare à partir de douze ans,. 
Elle est la cadette de trois sœurs. Molly, sa sœur aînée, réalise ses clips, tandis que la benjamine Elif se produit parfois avec elle sur scène en tant que choriste.

### Débuts de carrière
En 2014, la jeune artiste dépose certaines de ses créations sur la plate-forme SoundCloud. Elle est alors repérée par Louis Tomlinson, chanteur du groupe One Direction. Mais alors que celui-ci lui propose de rejoindre le groupe féminin qu'il produit, elle souhaite rester indépendante et jouer la musique qu'elle compose et arrange,.
En 2016, elle interprète une reprise de la chanson Hey des Pixies, dans laquelle elle chante accompagnée seulement de sa guitare et d'un saxophone.
Sa voix, son jeu et ses arrangements sont rapidement repérés comme prenant le contrepied du grime alors en vogue. Son style est interprété comme un « alliage de la profusion jazz et des distorsions post-punk ».

## Discographie
Son premier album, sorti en 2019, se nomme Miss Universe (en). Le deuxième, sorti début 2022, Painless (en),. Pour My Method Actor, sorti en 2024, elle change de label pour rejoindre Ninja Tune, fondé par les membres de Coldcut et au départ spécialisé dans l'électro et le hip hop.

### Albums studio
- 2019 - Miss Universe (ATO Records / PIAS)
- 2022 - Painless (ATO Records)
- 2024 - My Method Actor (Ninja Tune)[10]
- 2025 - Dancing Shoes (EP) (Ninja Tune)

### Compilations
- 2021 - Inside Out (ATO Records) (Compilation de Singles 2016-2018)